# Xaniona pavesii
Xaniona pavesii är en insektsart som först beskrevs av Carlini 1887.  Xaniona pavesii ingår i släktet Xaniona och familjen dvärgstritar. Inga underarter finns listade i Catalogue of Life.